# Alfred Dirr
Alfred Dirr (* 2. Januar 1902 in Backnang; † (gefallen) 19. Juli 1941 bei Jelnja) war ein württembergischer Politiker (NSDAP).

## Leben

### Herkunft
Alfred Dirr war ein Sohn des aus Dettingen an der Erms stammenden Bauern und Zieglermeisters Karl Eugen Dirr (1873–1958) und seiner Frau Marie Friederike (geb. Wurster). Er hatte drei Geschwister, darunter Erwin Dirr, der später ebenfalls NSDAP-Funktionär wurde. An der evangelischen Volks- und Mittelschule in Backnang legte Alfred Dirr seine mittlere Reife ab. Anschließend absolvierte er eine kaufmännische Ausbildung und war bis 1933 als Kaufmann tätig.

### Politische Karriere
Zum 1. Juli 1928 trat er der NSDAP bei (Mitgliedsnummer 93.218) und gründete in dem Backnanger Gasthaus Linde in Anwesenheit von Gauleiter Wilhelm Murr die Backnanger Ortsgruppe der NSDAP sowie eine SA-Formation. Dirrs Eltern hatten das Gasthaus vor dem Ersten Weltkrieg erworben. Interessanterweise wohnte im Dachgeschoss des Hauses mit Duldung Dirrs die kommunistische Familie Weller, weshalb das Gebäude auch scherzhaft das braune Haus mit dem roten Dächle genannt wurde.
Dirr wurde NSDAP-Kreisleiter von Backnang und war weiterhin ab 1931 auch im Backnanger Gemeinderat vertreten. 1937 absolvierte der ungediente Dirr eine zweimonatige militärische Grundausbildung. Nach dem Anschluss Österreichs im Jahr 1938 betrieb Dirr im Kreis Tamsweg in Österreich den Parteiaufbau der dortigen NSDAP.

### Zweiter Weltkrieg
Aufgrund seiner politischen Stellung wurde er nach Kriegsbeginn unabkömmlich („uk“) gestellt, trotzdem meldete er sich 1940 freiwillig zur Waffen-SS. 1941 nahm Dirr als SS-Sturmmann mit seiner Einheit, der SS-Panzerdivision Das Reich, am Balkanfeldzug und anschließend am Angriff auf die Sowjetunion (Unternehmen Barbarossa) teil.
Am 10. Juli 1941 erlitt Dirr bei einem sowjetischen Luftangriff durch einen Bombenwurf eine schwere Spiltterverletzung am Kopf. Am 19. Juli 1941 erlag Dirr seiner Verwundung in der Nähe der Bahnstation von Jelnja.

### Privates
1939 hatte Alfred Dirr Elsbeth Breuninger geheiratet. Das Ehepaar hatte zwei Kinder.